# مورفی (کارولینای شمالی)
مورفی (به انگلیسی: Murphey) یک منطقهٔ مسکونی در ایالات متحده آمریکا است که در کارولینای شمالی واقع شده‌است. مورفی ۱۴٫۰۲ متر بالاتر از سطح دریا واقع شده‌است.